# Kalininsk
Kalininsk (rusky Кали́нинск) je město v Saratovské oblasti v Rusku. Při sčítání lidu v roce 2010 měl přes šestnáct tisíc obyvatel.

## Poloha a doprava
Kalininsk leží ve stepi na řece Balandě, pravém přítoku Medvedicy v povodí Donu. Od Saratova, správního střediska oblasti, je vzdálen přibližně 121 kilometrů západně. Nejbližší větší město je Atkarsk přibližně 55 kilometrů severovýchodně.
Z Atkarsku vede do Kalininsku místní železniční trať.

## Dějiny
Kalininsk byl založen v roce 1680 osadníky z Ukrajiny pod jménem Balanda. V 18. století jej vlastnili Šeremetěvové. V roce 1939 došlo k povýšení na sídlo městského typu. V roce 1962 se stává městem a je přejmenován na Kalininsk k poctě komunistického revolucionáře Michaila Ivanoviče Kalinina.